# Dolní Hradiště
Dolní Hradiště település Csehországban, a Észak-plzeňi járásban. Dolní Hradiště Koryta, Kozojedy, Plasy és Kočín településekkel határos. Lakosainak száma 68 fő (2024. január 1.).

## Népesség
A település lakosságának változását az alábbi diagram mutatja:
| Lakosok száma | 126  | 143  | 114  | 78   | 66   | 42   | 52   | 57   | 62   | 68   |
|               | 1869 | 1890 | 1921 | 1950 | 1980 | 2001 | 2017 | 2019 | 2022 | 2024 |